# Louis Pouret-Roquerie
Pour les articles homonymes, voir Pouret.
Louis Pouret-Roquerie est un homme politique français né le 15 mars 1752 à Geffosses (Manche) et décédé le 1er janvier 1813 à Coutances (Manche), député aux états-généraux en 1789-1791, puis au Conseil des Cinq-Cents en 1798-1799.

## Biographie
Procureur du roi du bailliage de Périers avant la Révolution, Louis Pouret-Roquerie est élu député du Tiers état aux États généraux de 1789, pour le bailliage de Coutances. Il est élu député de la Manche au Conseil des Cinq-Cents le 25 germinal an VI, et est secrétaire de l'Assemblée. Il est nommé commissaire près le tribunal criminel de la Manche en 1800 puis substitut à la cour d'appel de Caen en 1811.

## Sources
- « Louis Pouret-Roquerie », dans Adolphe Robert et Gaston Cougny, Dictionnaire des parlementaires français, Edgar Bourloton, 1889-1891 [détail de l’édition]